# Andy Scott
Andy Scott (nacido Andrew David Scott; Wrexham, Gales; 30 de junio de 1949) es un músico y compositor británico, más conocido por ser el guitarrista principal y vocalista de la banda de glam rock Sweet. Tras la muerte del bajista Steve Priest en junio de 2020, Scott es el último miembro superviviente de la formación clásica de la banda.

## Vida personal
Scott actualmente reside en un granero convertido en All Cannings, Inglaterra.
En septiembre del 2009, Scott fue diagnosticado con un cáncer de próstata; después del tratamiento, se encuentra actualmente en remisión.

## Discografía

### Como Andy Scott

#### Álbumes
- 30 Years (1993; Repertoire Records) (compilation of solo singles and demos)

#### Sencillos
- "Lady Starlight" / "Where D'Ya Go" (1975; RCA)
- "Where D'Ya Go" / "Lady Starlight" (1975; RCA)
- "Krugerrands" / "Face" (1984; Statik)
- "Let Her Dance" / "Suck It And See" (1984; Statik)
- "Invisible" / "Never Too Young" (1984; Statik)

#### Sencillo 12"
- "Gotta See Jane" / "Gotta See Jane" (Radio Mix) (3:10) / "Krugerrands" (4:00)
- "Krugerrands" (Club Mix) (4:04) / "Face" (4:48) / "Krugerrands" (Single Edit) (3:40) / "Krugermental" (4:08)
- "Let Her Dance" (8:06) / "Let Her Dance" (Instrumental) (4:24) / "Suck It and See" (4:19)
- "Invisible" (7" Version) (3:54) / "Invisible" (Instrumental) (5:53) / "Invisible" (5:20) / "Never Too Young" (3:08)

### Con Ladders

#### Sencillos
- "Gotta See Jane" / "Krugerrands" (1983; Statik/Virgin)

### Con Andy Scott's Sweet

#### Sencillos
- "X-Ray Specs" (1991; SPV)
- "Stand Up" (1992; SPV)
- "Am I Ever Gonna See Your Face Again" (1992; SPV) (1970's Australian chart hit, written by Brewster-Neeson-Brewster and recorded by band The Angels)
- "Do It All Over Again" (2002; Delicious Records)
- "Join Together" (2011; digital release) (a cover of The Who's 1972 chart single, written by Pete Townshend)
- "Let It Snow" (2011; digital release) (US # 1 for Vaughan Monroe in 1946; recorded by Bing Crosby, Frank Sinatra, Dean Martin et al., written by Sammy Cahn and Jule Styne)

#### Álbumes
Estudio
- "A" (1992; SPV)
- The Answer (1995; SPV)
- Hannover Sessions (1996; Pseudonym) (4-CD set containing "A" recording sessions, "Alive And Giggin'", rarities with bonus video clips and "The Answer")
- Dangerous Game (1997; Chinebridge) (re-released version of 'Answer')
- Chronology (2002; Delicious) (studio album with re-recordings of Sweet material)
- Sweetlife (2002; Delicious) (studio album of new material)
- New York Connection (2012) (studio album with cover songs)
- The Hits (2012) (studio album with re-recordings of Sweet material and "Let It Snow" as hidden bonus track (included in the track "Peppermint Twist"); digital download and CD version from the official web site)

Concierto
- Live at the Marquee (1989; SPV/Maze) (double album which includes four new studio recordings; released as a recording by "Sweet"- as it also featured original member Mick Tucker)
- Alive and Giggin'! (1995; Pseudonym)
- Glitz, Blitz & Hitz (1996; CNR) (limited edition version with bonus tracks also released)
- Sweet Fanny Adams Revisited (2012) (digital download, CD version from the official web site and full release in March 2013)
- Desolation Boulevard Revisited (2012) (digital download and full release in March 2013; this is the same album as Sweet Fanny Adams Revisited, only with a different cover)